# Daniela Zini
Daniela Zini (ur. 30 maja 1959 w Livigno) – włoska narciarka alpejska, brązowa medalistka mistrzostw świata.

## Kariera
Pierwsze punkty w zawodach Pucharu Świata wywalczyła 8 stycznia 1979 roku w Les Gets, zajmując szóste miejsce w slalomie. Na podium zawodów pucharowych po raz pierwszy stanęła nieco ponad rok później 9 stycznia 1980 roku w Berchtesgaden, gdzie rywalizację w tej samej konkurencji ukończyła na trzeciej pozycji. W zawodach tych wyprzedziły ją jedynie Francuzka Perrine Pelen oraz kolejna Włoszka, Claudia Giordani. Łącznie 11 razy plasowała się w czołowej trójce, odnosząc przy tym dwa zwycięstwa: 9 marca 1980 roku w Wysokich Tatrach i 23 stycznia 1984 roku w Limone Piemonte triumfowała w slalomach. Najlepsze wyniki osiągnęła w sezonie 1979/1980, kiedy zajęła dziewiąte miejsce w klasyfikacji generalnej. Ponadto w sezonie 1980/1981 była trzecia w klasyfikacji slalomu.
Jej największym sukcesem jest brązowy medal w slalomie wywalczony podczas mistrzostw świata w Schladming w 1982 roku. Wyprzedziły ją tam tylko Szwajcarka Erika Hess i Christin Cooper z USA. Był to jej jedyny medal wywalczony na międzynarodowej imprezie tej rangi. Na tych samych mistrzostwach była też siódma w gigancie i ósma w kombinacji. W 1980 roku wystartowała na igrzyskach olimpijskich w Lake Placid, gdzie była siódma w slalomie, a rywalizacji w gigancie nie ukończyła. Brała też udział w igrzyskach w Sarajewie cztery lata później, gdzie była dziewiąta w slalomie, a w gigancie zajęła 25. miejsce.

## Osiągnięcia

### Igrzyska olimpijskie
| Miejsce | Dzień     | Rok  | Miejscowość | Konkurencja | Czas biegu | Strata | Zwyciężczyni     |
| ------- | --------- | ---- | ----------- | ----------- | ---------- | ------ | ---------------- |
| DNF1    | 21 lutego | 1980 | Lake Placid | Gigant      | 2:41,66    | -      | Hanni Wenzel     |
| 7.      | 23 lutego | 1980 | Lake Placid | Slalom      | 1:25,09    | +4,13  | Hanni Wenzel     |
| 25.     | 13 lutego | 1984 | Sarajewo    | Gigant      | 2:20,98    | +5,35  | Debbie Armstrong |
| 9.      | 13 lutego | 1984 | Sarajewo    | Slalom      | 1:36,47    | +1,68  | Paoletta Magoni  |

### Mistrzostwa świata
| Miejsce | Dzień       | Rok  | Miejscowość            | Konkurencja | Czas biegu | Strata     | Zwyciężczyni  |
| ------- | ----------- | ---- | ---------------------- | ----------- | ---------- | ---------- | ------------- |
| 11.     | 3 lutego    | 1978 | Garmisch-Partenkirchen | Slalom      | 1:24,85    | +2,81      | Lea Sölkner   |
| 34.     | 4 lutego    | 1978 | Garmisch-Partenkirchen | Gigant      | 2:41,15    | +8,41      | Maria Epple   |
| DNF     | 21 lutego   | 1980 | Lake Placid            | Gigant      | 2:41,66    | -          | Hanni Wenzel  |
| 7.      | 23 lutego   | 1980 | Lake Placid            | Slalom      | 1:25,09    | +4,13      | Hanni Wenzel  |
| 8.      | 31 stycznia | 1982 | Schladming             | Kombinacja  | 8,99 pkt   | +46,10 pkt | Erika Hess    |
| 7.      | 2 lutego    | 1982 | Schladming             | Gigant      | 2:37,17    | +2,14      | Erika Hess    |
| 3.      | 6 lutego    | 1982 | Schladming             | Slalom      | 1:41,60    | +0,36      | Erika Hess    |
| DNF     | 4 lutego    | 1985 | Bormio                 | Kombinacja  | 18,72 pkt  | -          | Erika Hess    |
| DNF2    | 9 lutego    | 1985 | Bormio                 | Slalom      | 1:29,58    | -          | Perrine Pelen |

### Puchar Świata

#### Miejsca w klasyfikacji generalnej
- sezon 1978/1979: 14.
- sezon 1979/1980: 9.
- sezon 1980/1981: 11.
- sezon 1981/1982: 14.
- sezon 1982/1983: 27.
- sezon 1983/1984: 24.
- sezon 1984/1985: 29.
- sezon 1985/1986: 55.

#### Miejsca na podium w zawodach
1. Berchtesgaden – 9 stycznia 1980 (slalom) – 3. miejsce
2. Saint-Gervais – 25 stycznia 1980 (slalom) – 3. miejsce
3. Wysokie Tatry – 9 marca 1980 (slalom) – 1. miejsce
4. Limone Piemonte – 8 grudnia 1980 (gigant) – 2. miejsce
5. Altenmarkt – 18 grudnia 1980 (slalom) – 3. miejsce
6. Les Diablerets – 31 stycznia 1981 (slalom) – 3. miejsce
7. Zwiesel – 3 lutego 1981 (slalom) – 2. miejsce
8. Wangs – 24 marca 1981 (slalom) – 2. miejsce
9. L’Alpe d’Huez – 21 marca 1982 (slalom) – 2. miejsce
10. Limone Piemonte – 23 stycznia 1984 (slalom) – 1. miejsce
11. Pfronten – 14 stycznia 1985 (slalom) – 3. miejsce